# Герб Іванківського району
Герб Іва́нківського райо́ну — офіційний символ Іванківського району Київської області, затверджений рішенням 9-ї сесії Іванківської районної ради Київської області XXIV скликання № XXIV-9/92 від 14 жовтня 2003 року.
Автор Буряк І. М.

## Опис
Герб являє собою щит у формі прямокутника з півколом в основі, із зеленим полем та синім хвилястим перев'язом із срібними облямівками, на якому золотий тетерів з червоною бровою під срібною восьмипроменевою зіркою.
Щит обрамлений подвійною гірляндою з гілок дуба, сосни та пшеничного колосу, перев'язана блакитною стрічкою із золотим девізом «В ім'я життя».

## Значення символіки
У гербі поєднано елементи, які характеризують географічну специфіку Іванківщини, дуже добре підкреслюють самобутність району та не мають аналогів в українській геральдиці. Позащитові деталі характеризують місцеві природні й господарські особливості та вдало доповнюють загальний зміст символу.
Перев'яз у вигляді блакитної хвилястої смужки означає річку Тетерів, яка перетинає район з південного заходу на північний схід.
Тетерук представляє рід птахів, яких колись була дуже велика кількість на території теперішнього Іванівського району (від чого і пішла назва річки Тетерів). Цей птах символізує також лісові багатства району (лісистість якого становить 53%). Тетерук зі всіх птахів, рівних йому величиною, найсильніший та найміцніший птах.
Зірка-восьмерик (зірка-полин) має кілька значень:
- приєднання в 1988 році Чорнобильського району до Іванківського;
- також зірка символізує квітку, що означає повернення радіоактивного забруднених земель до нормального стану з можливістю використання їх в господарському комплексі району.

Дубове листя з жолудями — емблема зрілості і сили; соснові гілочки означають основну рослину лісів Іванківщини — сосну; колоски жита — традиційна злакова культура Полісся.
Зелений колір символізує лісові багатства краю, срібло — чистоту намірів, червоний — силу і мужність народу, синій — славу і честь предків.

## Джерело
- офіційний сайт Київської області